# Per Koro Records
Per Koro ist ein Plattenlabel, das bevorzugt Bands aus den Genres Hardcore Punk, Grindcore und Punk sowie Metalcore und Death Metal unter Vertrag genommen und verlegt hat. Laut der eigenen Website (Stand Dezember 2022) nimmt sich das Label ein „Sabbatical“.
Gegründet wurde das Label von Markus Haas ursprünglich in Heidenheim an der Brenz, hatte seine Hochphase aber von 1995 bis 2000 in Bremen. Später folgte ein Umzug nach Bielefeld.

## Veröffentlichungen (Auswahl)
- Absidia – Written in Minor Key (2000)
- Aclys – Helduntergang (1998)
- Deathrite – Deathrite (2011)
- Fear My Thoughts – The Great Collapse (2004)
- Hammerhead – Cut the Melon (2008, Kompilation)
- Katzenstreik – ...Solves Your Problems (2004)
- Loxiran – Loxiran (1997)
- Miozän – Caught in Their Free World (1993)
- Mörser – Two Hours to Doom (1997)
- Muff Potter – Muff Potter (1996)
- Narziss – Die Hoffnung stirbt zuletzt (2002)
- Patsy O’Hara – Deathinteresse (2009)
- Six Reasons to Kill/Absidia – Morphology of Fear (2002, Split-Album)
- Svffer – Lies We Live (2015)
- Tumult – Tumult (2000)
- Weak Ties – Find a Way (2021)